# Corbin Strong
Corbin Strong (Invercargill, 30 aprile 2000) è un ciclista su strada e pistard neozelandese che corre per il team Israel-Premier Tech. Nel 2020 è stato campione del mondo nella corsa a punti su pista.

## Palmarès

### Strada
- 2020 (SEG Racing Academy, una vittoria)

2ª tappa Tour of Southland (Riverton > Lago Te Anau)
4ª tappa Tour of Southland (Invercargill > Bluff)
- 2021 (SEG Racing Academy, una vittoria)

Classifica generale New Zealand Cycle Classic
- 2022 (Israel-Premier Tech, una vittoria)

1ª tappa Tour of Britain (Aberdeen > Glenshee Ski Centre)
- 2023 (Israel-Premier Tech, una vittoria)

1ª tappa Giro del Lussemburgo (Lussemburgo > Kirchberg)
- 2024 (Israel-Premier Tech, due vittorie)

2ª tappa Giro di Vallonia (Saint-Ghislain > Ouffet)
Giro del Veneto
- 2025 (Israel-Premier Tech, quattro vittorie)

1ª tappa Giro di Vallonia (Nassogne > Nassogne)
Classifica generale Giro di Vallonia
1ª tappa Arctic Race of Norway (Borkenes > Harstad)
Classifica generale Arctic Race of Norway

#### Altri successi
- 2019 (St George Continental Cycling Team)

Classifica giovani Tour de Kumano
Classifica giovani Tour de Korea
Classifica a punti Banyuwangi Tour de Ijen
- 2020 (SEG Racing Academy)

Classifica giovani New Zealand Cycle Classic
- 2021 (SEG Racing Academy)

1ª tappa New Zealand Cycle Classic (Masterton > Masterton, cronosquadre)
Classifica giovani New Zealand Cycle Classic
- 2025 (Israel-Premier Tech)

Classifica a punti Giro di Vallonia
Classifica a punti Arctic Race of Norway
Classifica giovani Arctic Race of Norway

### Pista
- 2017

Campionati neozelandesi, Velocità a squadre Junior (con Mitchell Morris e Samuel Miller)
Campionati neozelandesi, Corsa a punti
Campionati neozelandesi, Omnium
- 2018

Campionati oceaniani, Inseguimento individuale Junior
Campionati oceaniani, Omnium Junior
Campionati oceaniani, Americana Junior (con George Jackson)
Campionati del mondo, Inseguimento a squadre Junior (con George Jackson, Bailey O'Donnell e Finn Fisher-Black)
- 2019

Campionati neozelandesi, Inseguimento a squadre (con Edward Dawkins, Nick Kergozou e Thomas Sexton)
Campionati neozelandesi, Corsa a punti
Campionati oceaniani, Corsa a punti
- 2020

Campionati neozelandesi, Corsa a punti
Campionati neozelandesi, Omnium
Campionati del mondo, Corsa a punti
- 2021

1ª prova Champions League, Scratch (Palma di Maiorca)
1ª prova Champions League, Corsa a eliminazione (Palma di Maiorca)
- 2022

Giochi del Commonwealth, Scratch
Campionati neozelandesi, Omnium
- 2023

New Zealand GP (Cambridge), Corsa a eliminazione

## Piazzamenti

### Grandi Giri
- Giro d'Italia

2025: 96º
- Tour de France

2023: 90ª
- Vuelta a España

2024: non partito (18ª tappa)

### Classiche monumento
- Milano-Sanremo

2023: 86º
2024: 17º
2025: 12º
- Giro delle Fiandre

2024: 48°
2025: 50º
- Giro di Lombardia

2022: 86º

### Competizioni mondiali
- Campionati del mondo su pista

Montichiari 2017 - Inseguimento a squadre Junior: 3º
Aigle 2018 - Inseg. a squadre Junior: vincitore
Pruszków 2019 - Inseguimento a squadre: 8º
Pruszków 2019 - Chilometro: 17º
Berlino 2020 - Inseguimento a squadre: 2º
Berlino 2020 - Corsa a punti: vincitore
Roubaix 2021 - Corsa a punti: 7º
Roubaix 2021 - Americana: 9º
St. Quentin-en-Yv. 2022 - Corsa a punti: 4º
St. Quentin-en-Yv. 2022 - Corsa a eliminazione: 2º
- Campionati del mondo su strada

Fiandre 2021 - In linea Under-23: 18º
Glasgow 2023 - In linea Elite: ritirato
- Giochi olimpici

Tokyo 2020 - Americana: 11º
Parigi 2024 - In linea: 27º